# Liptovská Kokava
Liptovská Kokava este o comună slovacă, aflată în districtul Liptovský Mikuláš din regiunea Žilina. Localitatea se află la altitudinea de 796 m deasupra n.m., se întinde pe o suprafață de 19,88 km2 și în 2017 număra 963 de locuitori.

## Istoric
Localitatea Liptovská Kokava este atestată documentar din 1469.

## Demografie
| An:                | 1994 | 2004    | 2014   | 2024   |
| ------------------ | ---- | ------- | ------ | ------ |
| Număr de persoane: | 1175 | 1054    | 959    | 882    |
| Diferență:         |      | −10,29% | −9,01% | −8,02% |

| An:                | 2023 | 2024   |
| ------------------ | ---- | ------ |
| Număr de persoane: | 901  | 882    |
| Diferență:         |      | −2,10% |